# Marcus Grate
Marcus Grate  (* 27. Dezember 1996 in Vaxholm) ist ein schwedischer Skilangläufer.

## Werdegang
Grate, der für den IFK Umeå startet, lief im Januar 2013 in Östersund seine ersten Rennen im Scandinavian-Cup und belegte dabei den 238. Platz im Sprint und den 199. Rang über 15 km Freistil. Bei den Nordischen Junioren-Skiweltmeisterschaften 2016 in Râșnov errang er den 42. Platz über 15 km Freistil und den 15. Platz im Sprint. Sein Debüt im Weltcup hatte er im März 2018 in Lahti, das er auf dem 35. Platz im Sprint beendete. Im selben Monat wurde er in Skellefteå zusammen mit Teodor Peterson schwedische Meister im Teamsprint. Bei den U23-Weltmeisterschaften 2019 in Lahti lief er auf den 58. Platz über 15 km Freistil, auf den 57. Rang im 30-km-Massenstartrennen und auf den sechsten Platz im Sprint. Im Februar 2019 holte er in Cogne mit dem sechsten Platz im Sprint seine ersten Weltcuppunkte. In der Saison 2019/20 kam er bei allen sechs Teilnahmen bei Weltcupsprints in die Punkteränge und errang damit den 48. Platz im Gesamtweltcup und den 16. Platz im Sprintweltcup. Zudem erreichte er in Dresden zusammen mit Johan Häggström mit dem zweiten Platz im Teamsprint seine erste Podestplatzierung im Weltcup. In der folgenden Saison errang er beim Ruka Triple den 62. Platz bei den nordischen Skiweltmeisterschaften 2021 in Oberstdorf den 18. Platz im Sprint.
In der Saison 2021/22 kam Grate mit zwei Top-Zehn-Platzierungen auf den 46. Platz im Gesamtweltcup und auf den 22. Rang im Sprintweltcup. Beim Saisonhöhepunkt, den Olympischen Winterspielen 2022 in Peking, lief er auf den 16. Platz im Sprint.

## Teilnahmen an Weltmeisterschaften und Olympischen Winterspielen

### Olympische Spiele
- 2022 Peking: 16. Platz Sprint Freistil

### Nordische Skiweltmeisterschaften
- 2021 Oberstdorf: 18. Platz Sprint klassisch
- 2023 Planica: 12. Platz Sprint klassisch
- 2025 Trondheim: 37. Platz Sprint Freistil